# Daniel Feetham
Daniel Anthony Feetham (né à Gibraltar le 26 mai 1967) est un homme politique gibraltarien, membre des Sociaux-démocrates de Gibraltar.
Il fut l'un des fondateurs du Parti travailliste de Gibraltar en 2001. En 2003, le parti n’obtient aucun député, mais son chef, Daniel Feetham obtient le plus grand nombre de voix pour un 3e parti depuis 1984 et le parti réalise le meilleur score d'un 3e parti depuis 1988. Son parti fusionne avec les Sociaux-démocrates de Gibraltar en 2005. 
Il a obtenu un diplôme d'Histoire à l'Université de Reading et un diplôme de droit à l'Université de Manchester. Il était membre de la délégation de Gibraltar au Royaume-Uni pour négocier la nouvelle constitution de 2006. Il a coordonné la campagne du oui au référendum qui a suivi l'accord.
Il a été élu député en 2007. Il sera nommé au gouvernement, au poste de ministre de la justice dont il est le seul à avoir été à ce poste 4 ans à ce moment-là. Le 2 novembre 2010, il est poignardé dans le dos. En 2011, le parti subit une défaite mais Daniel Feetham est réélu député. En 2013, Peter Caruana démissionne de la présidence des Sociaux-démocrates de Gibraltar, il est élu président du parti en battant Damon Bossino. Il est chef de l'opposition de 2013 à 2017.